# Suzuki GN 400
La 400 GN est un modèle de moto du constructeur japonais Suzuki.
Elle bénéficie du moteur de la 400 DR 1979 modifié pour plus d'agrément et de fiabilité.